# نادي كوبر (سلوفينيا)
نادي كوبر لكرة القدم (بالإنجليزية: Football Club Koper)‏ نادي كرة قدم سلوفيني يلعب في دوري الدرجة الممتازة. تم تأسيس النادي في سنة 1955. يلعب الفريق في ملعب بونيفيكا الذي بني في عام 2010 ويتسع 4,010 متفرج.